# Беренгер Рамон I (граф Барселоны)
Беренге́р Рамо́н I (Беренгер Рамон Горбун; кат. Berenguer Ramon I el Corbat; исп. Berenguer Ramón I el Curvo; 1000/1005—31 марта или 26 мая 1035) — граф Барселоны, Жероны и Осоны (1017—1035; самостоятельно с 1023 года), представитель Барселонской династии. При нём начался процесс упадка власти графов Барселоны и рост влияния мелкого и среднего каталонского дворянства.

## Биография

### Регентство
Беренгер Рамон I был старшим сыном графа Рамона Борреля I и Эрмесинды Каркассонской. В 1016 году в Сарагосе при посредничестве местного мусульманского правителя Мунзира I ал-Мансура, опасавшегося усиления влияния короля Наварры Санчо III Великого, состоялась встреча Рамона Борреля с графом Кастилии Санчо Гарсией, на которой было достигнуто соглашение о помолвке Беренгера Рамона с дочерью кастильского графа, Санчей. Это первое документально подтверждённое свидетельство политических связей между правителями Барселоны и Кастилии.
После смерти Рамона Борреля I 25 февраля 1017 года, так как Беренгер Рамон был ещё несовершеннолетним, управлять графством на правах регента стала мать нового графа Эрмесинда. Являясь женщиной деятельной и благочестивой, она уже в 1018 году с помощью отряда нормандцев под командованием графа Рожера де Тосни организовала успешный поход на мавров, в результате которого правитель Денийского эмирата стал данником Барселонского графства. В награду за оказанные услуги Эрмесинда выдала замуж за Рожера де Тосни свою дочь Аделаиду.
В том же году войско барселонцев в союзе с правителем Сарагосы Мунзиром I ал-Мансуром и несколькими другими мусульманскими военачальниками совершило поход на Кордову, в результате которого на престол Кордовского халифата был возведён Абд ар-Рахман IV. В последующие годы барселонцы и нормандцы совершили ещё несколько вторжений во владения мусульман, что позволило расширить границы графства в районах Серверы и реки Гая.
В 1021 году в Сарагосе состоялось бракосочетание Беренгара Рамона I и Санчи Кастильской, после чего молодой граф стал требовать от матери предоставления ему всей полноты власти. Однако Эрмесинда, имевшая поддержку дворянства, несколько лет не соглашалась передавать ему власть. Только в 1023 году Беренгер Рамон был признан достигшим совершеннолетия и стал самостоятельно управлять графством, хотя Эрмесинда до самой его смерти продолжала оказывать влияние на правление своего сына.

### Самостоятельное правление

Каталонские графства в IX—XII веках.

#### Управление Барселонским графством
Начав самостоятельное правление графством, Беренгер Рамон I создал специальный совета, который помогал ему в управлении. Членами этого совета стали аббат и епископ Вика святой Олиба, епископ Жероны Педро, епископ Барселоны Деудадо, судья Понс Бофилл и дворянин Гомбо де Бесора.
Среди наиболее важных решений, принятых во время правления Беренгера Рамона, была хартия вольности, выданная графом Барселоне, в которой он передал горожанам право на использование земель и вод на территории город, право отправления правосудия, а также постановил, что горожане не подвластны никаким законам, обязанностям и налогам кроме тех, которые на них возложит сам граф. В этом же году граф Барселоны издал хартию, освобождающую собственников земли от любых обязательств, кроме уплаты налогов в казну графа.
При Беренгере Рамоне I барселонский ростовщик Бонхом по разрешению графа впервые в истории графства Барселона начал чеканить золотые монеты (монкузо), в то время как раньше изготовлялись лишь монеты из серебра и меди. Чеканку продолжили и преемники Беренгера Рамона и это стало началом общеевропейского процесса перехода от серебряных монет к монетам из золота.

#### Отношения с соседями
Главной чертой внешней политики Беренгера Рамона I было стремление графа избегать военных конфликтов с другими правителями. Ещё в 1019 году при посредничестве святого Олибы были восстановлены дружественные отношения с графом Ампурьяса Уго I, конфликт с которым возник после попытки правителя Ампурьяса завладеть некоторыми барселонскими землями.
В 1023 году Беренгер Рамон заключил союз с графом Бесалу Гильемом I и графом Сердани Гифредом II, а не позднее 1028 года миром разрешил конфликт с графом Урхеля Эрменголом II, приняв от того вассальную клятву, что соответствовало интересам обоих графов.
Взгляды современных историков на отношения Беренгера Рамона I и наиболее могущественного монарха Пиренейского полуострова этого времени, короля Наварры Санчо III Великого, разделены. Часть историков считает, что граф Барселоны в обмен на предоставление помощи против набегов мусульман на барселонские земли признал себя вассалом короля Наварры. Другая часть утверждает, что так как нет никаких достоверных современных событиям документов, подтверждающих вассальную зависимость Беренгера Рамона I от Санчо III, то отношения между двумя правителями имели характер союза, а не подчинения.
Известно о нескольких визитах графа Барселоны в Наварру, в том числе, о посещении им в 1027 году Памплоны и монастыря Сан-Хуан-де-ла-Пенья и о посещении им в 1028 году и 21 апреля 1030 года монастыря Сан-Сальвадор-де-Лейре. Одной из целей подобных визитов было согласование совместных действий графа Барселоны и короля Наварры против графов Тулузы, угрожавших интересам обоих правителей. Визиты сопровождались выдачами дарственных хартий, которые были подписаны королём Санчо III и графом Беренгером Рамоном I, а в 1027 и 1030 годах также и герцогом Гаскони Санчо VI.

Пиренейский полуостров в 1031 году.

18 марта 1032 года графом Барселоны была выдана хартия, единственная в правление Беренгера Рамона и первая с 988 года, которая датирована годом правления короля Франции («второй год правления короля Генриха»).
Будучи весьма благочестивым человеком, Беренгер Рамон I поддерживал хорошие отношения с папами римскими Бенедиктом VIII, Иоанном XIX и Бенедиктом IX, посылал к ним дары, а от пап получал привилегии для церквей и монастырей, находившихся в его владениях. В конце 1032 года граф Барселоны лично совершил паломничество в Рим.
Одновременно, мирные отношения с мусульманами, которых старался придерживаться Беренгер Рамон I, значительно снизили его популярность среди каталонского дворянства, желавшего путём походов в земли мавров добиться славы и богатства. Это привело к осуществлению нескольких походов, организованных барселонской знатью вопреки запретам графа. Попытки Беренгера Рамона и его матери графини Эрмесинды положить конец этим набегам оказались безрезультатными. В ответ на набеги христиан в конце правления Беренгера Рамона I его владения подверглись нескольким разорительным нападениям со стороны мусульманских правителей Сарагосы и Лериды (особенно пострадали земли около Аргонцолы).

#### Божий мир
Стремясь положить конец своевольству каталонской знати, 16 мая 1027 года на поместном соборе в Эльне по инициативе Олибы Викского было принято первое в Каталонии постановление о Божьем мире. Собор под страхом церковного отлучения запрещал кому-либо нападать на безоружного монаха или священника, на человека, идущего в церковь или возвращающегося из храма и на женщин в любое время. Собор постановил ввести строгий запрет на ведение военных действий с вечера субботы до утра понедельника. В 1033 году постановления о Божьем мире были вновь подтверждены на соборе в Вике.

#### Последние годы
Ещё перед своей поездкой в Рим Беренгер Рамон I составил завещание, которое было 9 февраля 1035 года подтверждено новой хартией, подписанной всеми членами графской семьи. Согласно завещанию, владения Беренгера Рамона после его смерти должны были быть разделены между всеми его сыновьями: старший, Рамон Беренгер, получал графства Барселона и Жерона до реки Льобрегат; второй сын, Санчо Беренгер, получал графство Пенедес с городом Олердола, включавшее земли от Льобрегата до владений мусульман; вторая жена графа, Гисла (Гизела) де Льюка, и их сын Гильермо Рамон получали графство Осона, но только до тех пор, пока Гисла не выйдет повторно замуж. Согласно завещанию младшие братья должны были находиться под верховной властью и защитой своего старшего брата, Рамона Беренгера.
31 марта или 26 мая 1035 года граф Беренгер Рамон I скончался в Барселоне. Он был похоронен в монастыре Санта-Мария-де-Риполь, где его гробница находится и в настоящее время. Владения Беренгера Рамона были разделены между тремя его сыновьями, согласно составленному им завещанию. Регентом при новом графе Барселоны и Жероны, Рамоне Беренгере I, стала его бабка Эрмесинда Каркассонская.

### Семья
Граф Беренгер Рамон I был женат два раза. Первой его женой (с 1021 года) была Санча (около 1006/1007—26 июня 1026), дочь графа Кастилии Санчо Гарсии. Детьми от этого брака были:
- Рамон Беренгер I (1023—26 мая 1076) — граф Барселоны и Жероны (1035—1076)
- Санчо Беренгер (умер после 6 марта 1058) — граф Пенедеса (Олердолы) (1035—1050), затем монах в монастыре Сан-Понс-де-Томиерес.

Вторым браком (с 1027 года) Беренгер Рамон был женат на Гисле (Гизеле) (умерла после 1079). Её точное происхождение не установлено, но большинство историков предполагает, что её отцом был сеньор Льюки и Виллановы Сунифред II, хотя есть версия и о её происхождении из семьи графов Ампурьяса. Дети от этого брака:
- Гильермо Рамон (около 1029/1031—после 6 марта 1058) — граф Осоны

Также предполагается, что детьми графа Беренгера Рамона I могли быть:
- Бернат Беренгер (около 1035—после 6 марта 1058) — предполагается, что он родился уже после составления завещания своего отца (может быть был посмертным ребёнком), поэтому в нём не упоминается
- Сибилла (умерла 6 июля 1074) — вероятно, жена (с 1056) Генриха Донцеля (около 1035—1070/1074), наследника герцогства Бургундия. Однако, так как достоверных сведений о происхождении жены Генриха не сохранилось, существует мнение, что его женой могла быть Клименсия из Пуату.

### Оценки правления Беренгера Рамона I
Средневековые исторические хроники, первой из которых была составленная в XII веке «Деяния графов Барселонских», весьма нелестно отзываются о графе Беренгере Рамоне I, говоря, что ему не хватало многих важных черт характера, необходимых для правителя. Они описывают его как слабого и нерешительного человека, вопреки требованиям благочестия жившего в мире с маврами и ссорившегося со своими вассалами. Современные историки считают эти характеристики в большинстве своём пристрастными, обусловленными мнением о графе, сложившимся среди его вассалов. Однако историки также признают, что правление Беренгера Рамона положило начало постепенному упадку власти графов Барселоны и росту влияния каталонской знати.
Прозвище графа Беренгера Рамона I — «Горбун» — также содержится только в позднейших хрониках. Предполагается, что впервые оно появилось при невнимательном переписывании «Хроники Сан-Хуан-де-ла-Пенья», произведённом в XIII веке.